# Латвия на Олимпийских играх
Латвия впервые приняла участие в Олимпийских играх в 1924 году в Париже (Франция). В 1940 году Латвия была присоединена к Советскому Союзу, и латвийские спортсмены в период с 1952 по 1988 год выступали на Олимпийских играх за команду СССР. После распада Советского Союза и восстановления в 1991 году независимости Латвии, на Олимпийских играх вновь начала выступать самостоятельная латвийская команда.
За время выступления на Олимпийских играх в качестве самостоятельной команды латвийские спортсмены завоевали 31 олимпийскую медаль: 5 золотых, 14 серебряных и 12 бронзовых. Из них 21 медаль (4 золотые, 11 серебряных и 6 бронзовых) была выиграна на летних Олимпийских играх и 10 медалей (1 золотая, 3 серебряные и 6 бронзовых) — на зимних Олимпийских играх. Больше всего медалей латвийцы завоевали в соревнованиях по лёгкой атлетике и санному спорту.
За время выступления на Олимпийских играх в составе команды Российской империи латвийский спортсмен Харальд Блау в 1912 году на летней Олимпиаде в Стокгольме (Швеция) выиграл бронзовую медаль в соревнованиях по стендовой стрельбе из ружья.
За время выступления на Олимпийских играх в составе команды СССР латвийские спортсмены завоевали 62 медали: 21 золотую, 27 серебряных и 14 бронзовых. Из них 53 медали (18 золотых, 26 серебряных, 9 бронзовых) были завоёваны на летних Олимпийских играх, и 9 медалей (3 золотых, 1 серебряная, 5 бронзовых) — на зимних Олимпийских играх. Например, копьеметатель Янис Лусис стал единственным латвийским спортсменом — обладателем полного комплекта олимпийских медалей: золотой, серебряной и бронзовой.
Национальный олимпийский комитет Латвии впервые был образован в 1922 году. Нынешний НОК Латвии был принят в МОК в 1991 году.

## Медалисты

### Летние Олимпийские игры
| Медаль  | Спортсмен                                                 | Игры              | Вид спорта            | Дисциплина                     |
| ------- | --------------------------------------------------------- | ----------------- | --------------------- | ------------------------------ |
| Серебро | Янис Далиньш                                              | 1932 Лос-Анджелес | Лёгкая атлетика       | Ходьба на 50 километров        |
| Серебро | Эдвинс Биетагс                                            | 1936 Берлин       | Борьба                | Полутяжелый вес (79 — 87 кг)   |
| Бронза  | Адалбертс Бубенко                                         | 1936 Берлин       | Лёгкая атлетика       | Ходьба на 50 километров        |
| Серебро | Иван Клементьев                                           | 1992 Барселона    | Гребля                | Каноэ-одиночка 1000 м          |
| Серебро | Афанасий Кузьмин                                          | 1992 Барселона    | Стрельба              | Скоростной пистолет, 25 метров |
| Бронза  | Дайнис Озолс                                              | 1992 Барселона    | Велоспорт             | Групповая шоссейная гонка      |
| Серебро | Иван Клементьев                                           | 1996 Атланта      | Гребля                | Каноэ-одиночка 1000 м          |
| Золото  | Игорь Вихров                                              | 2000 Сидней       | Спортивная гимнастика | Вольные упражнения             |
| Серебро | Айгар Фадеев                                              | 2000 Сидней       | Лёгкая атлетика       | Ходьба на 50 километров        |
| Бронза  | Всеволод Зелёный                                          | 2000 Сидней       | Дзюдо                 | До 73 кг                       |
| Серебро | Евгений Сапроненко                                        | 2004 Афины        | Спортивная гимнастика | Опорный прыжок                 |
| Серебро | Вадим Василевский                                         | 2004 Афины        | Лёгкая атлетика       | Метание копья                  |
| Серебро | Елена Рублевска                                           | 2004 Афины        | Современное пятиборье | Женщины                        |
| Серебро | Виктор Щербатых                                           | 2004 Афины        | Тяжёлая атлетика      | Свыше 105 кг                   |
| Золото  | Марис Штромбергс                                          | 2008 Пекин        | Велоспорт             | BMX                            |
| Серебро | Айнар Ковалс                                              | 2008 Пекин        | Лёгкая атлетика       | Метание копья                  |
| Бронза  | Виктор Щербатых                                           | 2008 Пекин        | Тяжёлая атлетика      | Свыше 105 кг                   |
| Бронза  | Мартиньш Плявиньш — Янис Шмединьш                         | 2012 Лондон       | Волейбол              | Пляжный волейбол               |
| Золото  | Марис Штромбергс                                          | 2012 Лондон       | Велоспорт             | BMX                            |
| Золото  | Агнис Чаварс Эдгар Круминьш Карлис Ласманис Наурис Миезис | 2020 Токио        | Баскетбол             | Баскетбол 3×3                  |
| Бронза  | Артур Плесниекс                                           | 2020 Токио        | Тяжёлая атлетика      | До 109 кг                      |

### Зимние Олимпийские игры
| Медаль  | Спортсмен                                                     | Игры          | Вид спорта   | Дисциплина         |
| ------- | ------------------------------------------------------------- | ------------- | ------------ | ------------------ |
| Бронза  | Мартиньш Рубенис                                              | 2006 Турин    | Санный спорт | Одиночки (мужчины) |
| Серебро | Андрис Шицс — Юрис Шицс                                       | 2010 Ванкувер | Санный спорт | Двойки (мужчины)   |
| Серебро | Мартин Дукурс                                                 | 2010 Ванкувер | Скелетон     | Мужчины            |
| Бронза  | Андрис Шицс — Юрис Шицс                                       | 2014 Сочи     | Санный спорт | Двойки (мужчины)   |
| Бронза  | Элиза Тирума Мартиньш Рубенис Андрис Шицс / Юрис Шицс         | 2014 Сочи     | Санный спорт | Эстафета           |
| Серебро | Мартин Дукурс                                                 | 2014 Сочи     | Скелетон     | Мужчины            |
| Бронза  | Оскар Мелбардис Даумант Дрейшкенс                             | 2014 Сочи     | Бобслей      | Двойки (мужчины)   |
| Золото  | Оскар Мелбардис Даумант Дрейшкенс Арвис Вилкасте Янис Стренга | 2014 Сочи     | Бобслей      | Четвёрки (мужчины) |
| Бронза  | Оскар Мелбардис Янис Стренга                                  | 2018 Пхёнчхан | Бобслей      | Двойки (мужчины)   |

## Медальный зачёт
| Игры                | Спортсменов                                 | Золото                                      | Серебро                                     | Бронза                                      | Всего                                       | Место                                       |                                             |
| ------------------- | ------------------------------------------- | ------------------------------------------- | ------------------------------------------- | ------------------------------------------- | ------------------------------------------- | ------------------------------------------- | ------------------------------------------- |
| 1924 Париж          | 36                                          | 0                                           | 0                                           | 0                                           | 0                                           | —                                           |                                             |
| 1928 Амстердам      | 17                                          | 0                                           | 0                                           | 0                                           | 0                                           | —                                           |                                             |
| 1932 Лос-Анджелес   | 4                                           | 0                                           | 1                                           | 0                                           | 1                                           | 22                                          |                                             |
| 1936 Берлин         | 17                                          | 0                                           | 1                                           | 1                                           | 2                                           | 24                                          |                                             |
| 1952—1988           | Спортсмены выступали в составе сборной СССР | Спортсмены выступали в составе сборной СССР | Спортсмены выступали в составе сборной СССР | Спортсмены выступали в составе сборной СССР | Спортсмены выступали в составе сборной СССР | Спортсмены выступали в составе сборной СССР | Спортсмены выступали в составе сборной СССР |
| 1992 Барселона      | 31                                          | 0                                           | 2                                           | 1                                           | 3                                           | 40                                          |                                             |
| 1996 Атланта        | 47                                          | 0                                           | 1                                           | 0                                           | 1                                           | 61                                          |                                             |
| 2000 Сидней         | 45                                          | 1                                           | 1                                           | 1                                           | 3                                           | 44                                          |                                             |
| 2004 Афины          | 31                                          | 0                                           | 4                                           | 0                                           | 4                                           | 58                                          |                                             |
| 2008 Пекин          | 50                                          | 1                                           | 1                                           | 1                                           | 3                                           | 46                                          |                                             |
| 2012 Лондон         | 46                                          | 1                                           | 0                                           | 1                                           | 2                                           | 48                                          |                                             |
| 2016 Рио-де-Жанейро | 32                                          | 0                                           | 0                                           | 0                                           | 0                                           | —                                           |                                             |
| 2020 Токио          | 33                                          | 1                                           | 0                                           | 1                                           | 2                                           | 59                                          |                                             |
| 2024 Париж          | 29                                          | 0                                           | 0                                           | 0                                           | 0                                           | —                                           |                                             |
| Всего               | Всего                                       | 4                                           | 11                                          | 6                                           | 21                                          |                                             |                                             |

| Игры                     | Спортсменов                                 | Золото                                      | Серебро                                     | Бронза                                      | Всего                                       | Место                                       |                                             |
| ------------------------ | ------------------------------------------- | ------------------------------------------- | ------------------------------------------- | ------------------------------------------- | ------------------------------------------- | ------------------------------------------- | ------------------------------------------- |
| 1924 Шамони              | 1                                           | 0                                           | 0                                           | 0                                           | 0                                           | —                                           |                                             |
| 1928 Санкт-Мориц         | 2                                           | 0                                           | 0                                           | 0                                           | 0                                           | —                                           |                                             |
| 1932 Лейк-Плэсид         | Не принимала участие                        | Не принимала участие                        | Не принимала участие                        | Не принимала участие                        | Не принимала участие                        | Не принимала участие                        |                                             |
| 1936 Гармиш-Партенкирхен | 26                                          | 0                                           | 0                                           | 0                                           | 0                                           | —                                           |                                             |
| 1952—1988                | Спортсмены выступали в составе сборной СССР | Спортсмены выступали в составе сборной СССР | Спортсмены выступали в составе сборной СССР | Спортсмены выступали в составе сборной СССР | Спортсмены выступали в составе сборной СССР | Спортсмены выступали в составе сборной СССР | Спортсмены выступали в составе сборной СССР |
| 1992 Альбервиль          | 23                                          | 0                                           | 0                                           | 0                                           | 0                                           | —                                           |                                             |
| 1994 Лиллехаммер         | 27                                          | 0                                           | 0                                           | 0                                           | 0                                           | —                                           |                                             |
| 1998 Нагано              | 29                                          | 0                                           | 0                                           | 0                                           | 0                                           | —                                           |                                             |
| 2002 Солт-Лейк-Сити      | 47                                          | 0                                           | 0                                           | 0                                           | 0                                           | —                                           |                                             |
| 2006 Турин               | 57                                          | 0                                           | 0                                           | 1                                           | 1                                           | 26                                          |                                             |
| 2010 Ванкувер            | 58                                          | 0                                           | 2                                           | 0                                           | 2                                           | 23                                          |                                             |
| 2014 Сочи                | 58                                          | 1                                           | 1                                           | 3                                           | 5                                           | 19                                          |                                             |
| 2018 Пхёнчхан            | 34                                          | 0                                           | 0                                           | 1                                           | 1                                           | 28                                          |                                             |
| 2022 Пекин               | 58                                          | 0                                           | 0                                           | 1                                           | 1                                           | 27                                          |                                             |
| Всего                    | Всего                                       | 1                                           | 3                                           | 6                                           | 10                                          |                                             |                                             |

### Медали по летним видам спорта
| Вид спорта                  | Золото | Серебро | Бронза | Всего |
| --------------------------- | ------ | ------- | ------ | ----- |
| Велоспорт                   | 2      | 0       | 1      | 3     |
| Спортивная гимнастика       | 1      | 1       | 0      | 2     |
| Баскетбол 3×3               | 1      | 0       | 0      | 1     |
| Лёгкая атлетика             | 0      | 4       | 1      | 5     |
| Гребля на байдарках и каноэ | 0      | 2       | 0      | 2     |
| Тяжёлая атлетика            | 0      | 1       | 2      | 3     |
| Борьба                      | 0      | 1       | 0      | 1     |
| Дзюдо                       | 0      | 0       | 1      | 1     |
| Пляжный волейбол            | 0      | 0       | 1      | 1     |
| Современное пятиборье       | 0      | 1       | 0      | 1     |
| Стрельба                    | 0      | 1       | 0      | 1     |
| Всего                       | 4      | 11      | 6      | 21    |

### Медали по зимним видам спорта
| Вид спорта   | Золото | Серебро | Бронза | Всего |
| ------------ | ------ | ------- | ------ | ----- |
| Бобслей      | 1      | 0       | 2      | 3     |
| Скелетон     | 0      | 2       | 0      | 2     |
| Санный спорт | 0      | 1       | 3      | 4     |
| Всего        | 1      | 3       | 5      | 9     |